# Faserstoffmahlung
Die Faserstoffmahlung ist einer der vorbereitenden technischen Prozesse bei der Papierherstellung. Als „Mahlen“ des Faserstoffs wird die mechanische Modifikation der Cellulosefasern verstanden. Die Fasern werden dabei gekürzt und/oder durch Herauslösen von Fibrillen an ihrer Oberfläche aufgeraut. Diese Prozesse fanden früher im Stampfwerk der Papiermühle statt, dann in Holländern. Heute werden die Fasern in Refinern gemahlen. 
Durch Wechselwirkung des Faserstoffs mit Mahlgarnituren unterschiedlicher Geometrie sollen die Eigenschaften der Fasern und damit letztlich die Papiereigenschaften gezielt beeinflusst werden. Dabei wird zwischen verschiedenen Mahlgraden unterschieden, die die Papiereigenschaften maßgeblich mitbestimmen. Der Mahlgrad bewegt sich zwischen zwei Polen:
- rösche Mahlung: Die Fasern werden gekürzt, aber in ihrer sonstigen Dimension nicht verändert. Das daraus hergestellte Papier wird sehr saugfähig, da viel Wasser in der hohlen Faser eingelagert werden kann, aber es dehnt sich nicht so stark bei Befeuchtung (z. B. Hygienepapiere).
- schmierige Mahlung: Die Fasern werden gequetscht und fibrilliert. Dadurch können zwischen den Zellulosemakromolekülen mehr Wasserstoffbrückenbindungen entstehen. Das Papier arbeitet dadurch stärker bei Feuchtigkeitsschwankungen (z. B. fettdichte Papiere, Backpapier) und benötigt eine größere innere Spannung bei Trocknungsprozessen.